# 北屯街道
北屯街道，是中华人民共和国陕西省西安市閻良區下辖的一个乡镇级行政单位。

## 行政区划
北屯街道下辖以下地区：
北屯村、浩东村、腰张村、禄寨村、李浩村、秦家村、桥东村、靳家村、李桥村和箭王村。